# Asesinato de Thomas Coleman
Thomas Coleman ( c. 1832 – 10 de diciembre de 1866), un hombre negro anteriormente esclavizado por dueños mormones, fue linchado en 1866 en Salt Lake City, Utah. Las fuentes existentes informan que el linchamiento fue un crimen de odio y fue cometido por un amigo o familiar (o varias personas) de una mujer blanca junto a la que Coleman supuestamente había sido visto caminando. El asesino (o asesinos) le cortaron profundamente la garganta y castraron su cadáver. Luego arrojaron su cuerpo cerca de donde ahora se encuentra el Capitolio del Estado de Utah,  y le clavaron una nota en el pecho en la cual se leía en letras grandes el siguiente mensaje: "¡Aviso a todos los negros! ¡¡Tengan cuidado!! ¡¡¡Dejen a las mujeres blancas en paz!!!"  : 181 

## Antecedentes
En ese momento, la población de Salt Lake City era mayoritariamente blanca y el 90% era mormona, y los miembros de la iglesia estaban fuertemente influenciados por las enseñanzas en contra el matrimonio interracial de los líderes de la iglesia de Jesucristo de los Santos de los Últimos Días (Iglesia SUD). Por ejemplo, el presidente de la iglesia y exgobernador del territorio de Utah, Brigham Young, afirmó en al menos tres ocasiones (1847, 1852, y 1865 ) que el castigo para los matrimonios interraciales entre negros y blancos era la muerte. En una ocasión, puso como ejemplo la decapitación como método de castigo adecuado. Young afirmó además que el asesinato de una pareja interracial de blancos y negros y sus hijos como parte de una expiación de sangre sería una bendición para ellos. : 37, 39  Además, el gobierno de Utah, predominantemente mormón, había prohibido los matrimonios entre negros y blancos en 1852, el cual fue uno de los primeros ejemblos de las leyes de Jim Crow en ese estado. A nivel nacional, existía el estereotipo racista que presentaba a los hombres negros como brutos que a menudo violaban a las mujeres blancas. Esta caricatura deshumanizadora y racista se utilizaba constantemente como justificación para linchar a hombres y niños negros.